# Geranium harveyi
Geranium harveyi är en näveväxtart som beskrevs av John Isaac Briquet. Geranium harveyi ingår i släktet nävor, och familjen näveväxter. Inga underarter finns listade i Catalogue of Life.